# Cantón de Montes de Oro
Cantón de Montes de Oro är en kanton i Costa Rica.   Den ligger i provinsen Puntarenas, i den västra delen av landet, 80 km väster om huvudstaden San José.